# フランシスコ・ロムート
フランシスコ・ロムート (Francisco Lomuto, 1893年4月14日 - 1950年12月23日）は、タンゴの作曲家およびピアニスト。

## 人物
1893年4月14日に、バイオリン奏者の父とピアニストの母の子として生まれ、音楽的に恵まれた家庭に育つ。青年時に、サンタ・セシリア音楽院に通うのと同時に、タンゴを作曲しタンゴ楽団によるレコード録音がされるまでになる。タンゴやジャズのピアニストとして活躍する。フランシスコ・カナロとも個人的な友人となる。
1922年に、代表としてフランシスコ・ロムート楽団を設立する。この楽団は、レコード会社オデオンの五大楽団のひとつとなる。フランシスコ・ロムート楽団により、ロムートの死去までに957の録音が残された。1950年12月23日にパーティーの席上で倒れ、そのまま亡くなった。まだ57歳であった。
Club Tango ArgentinoはCD19枚、La Asociación De La Musica PorteñaはCD11枚の復刻に成功したものの、全録音の復刻への道はあまりにも険しくロムートの全貌はいまだに捉えられていない。Odeon五大楽団の中ではなぜか最も復刻が遅れており、Amazonやspotifyでもほとんど検索結果に表れることがない。

## 特徴
オルケスタ・ティピカの中にクラリネットセクションを取り入れた人物として知られている。これはロムートがもともとはジャズミュージシャンであったことに由来している。該当の楽曲にはSentimento Gauchoがある。
タンゴミュージシャンの中には、先駆的あるいは後衛的という理由で評価の遅れた人物がみられるものの、ロムートは18歳のデビューからタンゴの黎明期を存分に語りつくした時代の寵児であった。そのため、1950年代にダリエンソとプグリエーセスタイルが脚光を浴びると即座に現地民にすら忘れ去られたといわれている。

## 主な作品
- シ・ソイ・アシ Si soy así
- ソンブラス・ナダ・マス  Sombras nada más